# Hübschgambiet
Het Hübschgambiet is in de opening van een schaakpartij een variant in het Blackmar-Diemergambiet. Het gambiet begint met de zetten:
1. d4 Pf6 (de Indische opening)
2. Pc3 d5 (de Tschigorinvariant)
3. e4 (het Blackmar-Diemergambiet) Pxe4